# Marcha por la Diversidad de Uruguay

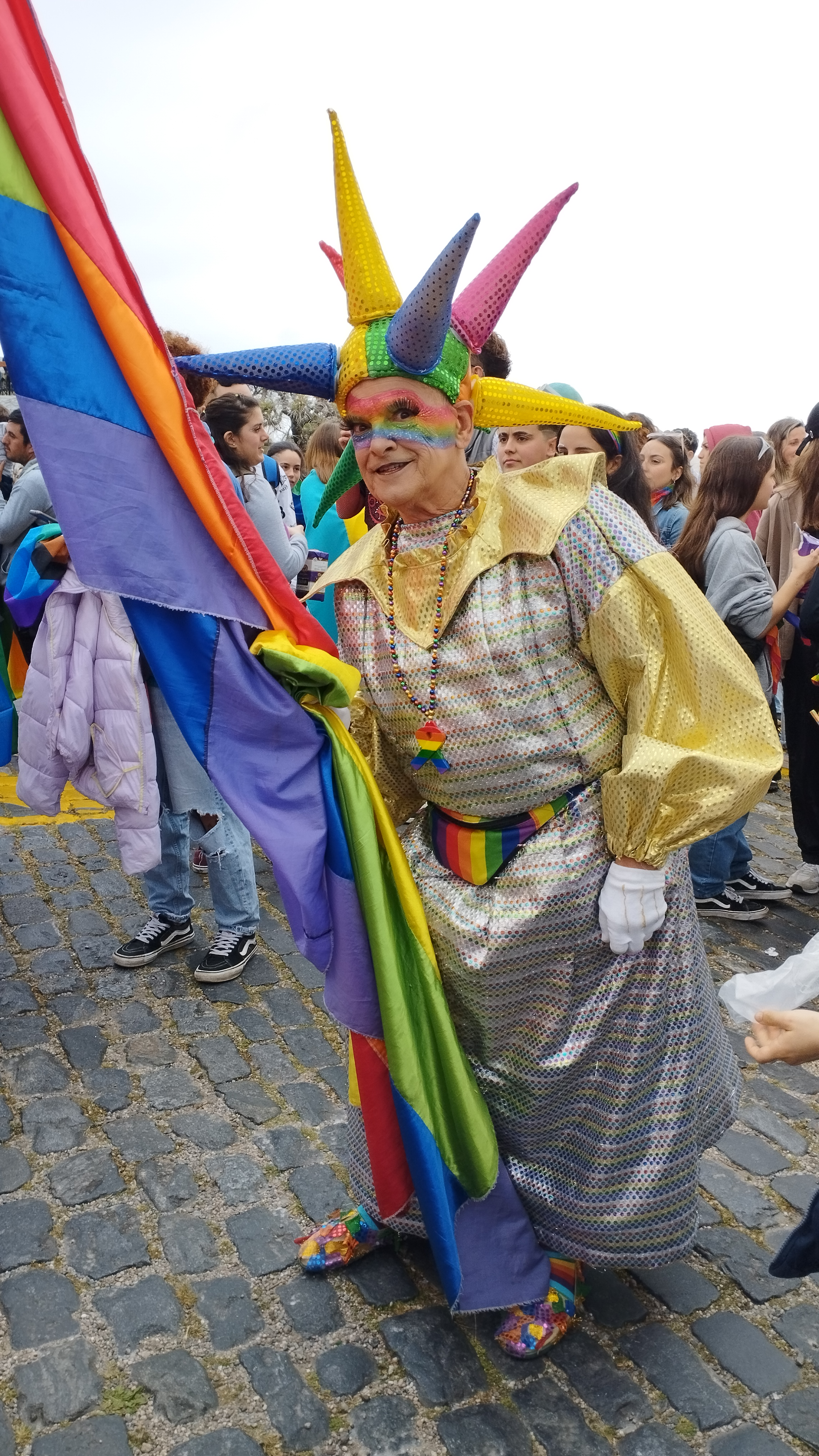
Roberto Acosta, activista LGBT, reconocido por ser el Arlequín que encabeza las marchas de la Diversidad y que fue declarado personaje ilustre de la ciudad de Montevideo.

La Marcha por la Diversidad es una manifestación pública que se realiza en la ciudad de Montevideo el último viernes del mes de septiembre de cada año desde 2005. Desde hace ya varios se realiza en varios puntos del país.
Es la segunda movilización anual de Uruguay con más convocatoria, después de la Marcha del Silencio. Se realiza en el marco de las actividades por el Mes de la Diversidad y fue declarada de interés ministerial por el MIDES en el 2012.

## Características e historia
Es organizada por la Coordinadora de la Marcha por la Diversidad que nuclea organizaciones sociales que reivindican la ampliación de los derechos de la personas pertenecientes a la comunidad LGBT uruguaya y luchan por una "sociedad plural en la que se reconozcan y valoren las diferentes formas de ser". En este sentido, los organizadores manifiestan que "la marcha no sólo es una celebración de la diversidad sexual sino también un compromiso en la lucha por una sociedad más igualitaria en su sentido más amplio".
Actualmente, comienza en la Plaza de Cagancha, en donde también se organiza la "Previa de la Marcha" (con stands y actividades que comienzan el día anterior hasta la hora de salida), y finaliza en la Plaza Primero de Mayo frente al Palacio Legislativo. En el año 2017, el principal reclamo fue por una Ley Integral Trans. En el año 2019, la proclama incluyó la consigna "El miedo no es la forma". 
La creciente convocatoria año a año es una de las razones por las que la marcha también se esté realizando en otras ciudades de Uruguay, como en Colonia de Sacramento, en las ciudades de Las Piedras y Santa Lucía del departamento de Canelones, y en las ciudades de Minas y José Pedro Varela del departamento de Lavalleja, entre otras.
El primer antecedente fue la concentración en la Plaza Libertad de Montevideo, el 28 de junio de 1992, relacionada con el Día Internacional del Orgullo LGBT. La primera marcha se realizó al año siguiente, se llamó Marcha del Orgullo Homosexual y la Intendencia de Montevideo autorizó a que fuera desde el Obelisco hasta la explanada de la Udelar en medio de un fuerte dispositivo policial. 

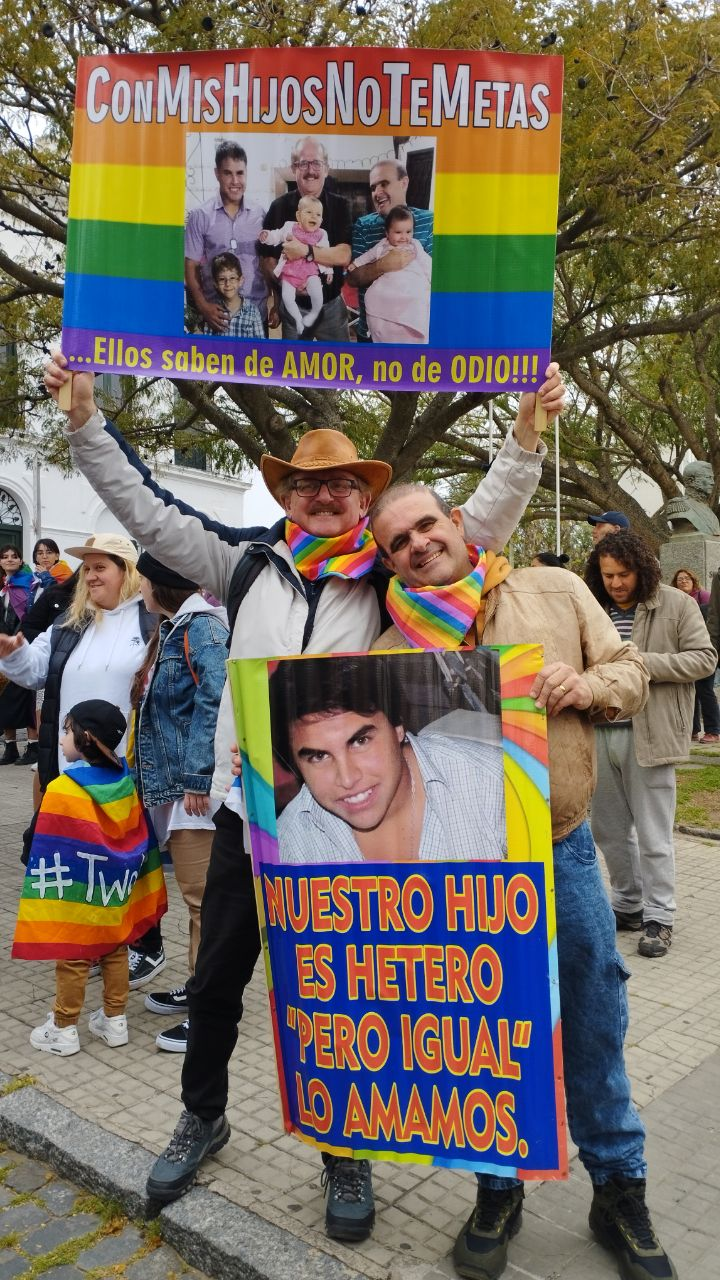
Rubén y Mario, activistas LGBT que se convirtieron en la primer familia homoparental en adoptar legítimamente a un hijo en América Latina.

En 1997, con el apoyo de los entonces ediles Margarita Percovich y Jorge Zabalza, los organizadores de la marcha lograron que la Junta Departamental instalara la primera Semana de la Diversidad, incluyendo en el debate a otros colectivos como de afrodescendientes, mujeres y personas con HIV. Según D'Avenia, "en ese momento, y acompañando una tendencia regional, se empezó a abandonar el término ‘orgullo gay’ para redireccionar el contenido -y no sólo la forma- hacia ‘diversidad sexual’. (...) En la década del 90 el debate sobre la despatologización dio paso a reposicionarse políticamente desde otro lugar: no era tanto un problema de discriminación, sino de derechos civiles y humanos. Estos cambios motivaron que la Marcha por la Diversidad comenzara a transitar independiente de la del Orgullo Gay. La decisión, que provocó divisiones, se apoyó en un consenso latinoamericano de que cada comunidad debe tener sus fechas de referencia propias."
Roberto Acosta tiene una larga trayectoria como militante de la comunidad LGBT, es reconocido por ser quien encabeza las marchas caracterizado de arlequín luciendo un gorro con los tonos de la diversidad y portando la bandera con los colores del arcoíris que identifica al movimiento LGBT, además el 26 de septiembre del 2018 fue declarado ciudadano ilustre de la ciudad de Montevideo, ocasión en la que se dijo de él que: “se fue transformando en un ícono de las luchas precedentes, de los avances alcanzados en los últimos años y de las demandas que guían el presente y el futuro del movimiento por la diversidad y la igualdad”
Miguel y Mario son un matrimonio de militantes gay que participan desde la primera Marcha de la Diversidad en 1992, son de Mercedes y adoptaron a Camilo en 1997 pasando a ser la primera familia homoparental en América en adoptar un hijo legítimo.

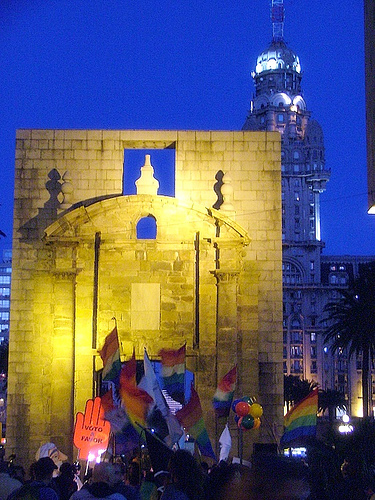
Fotografía de la marcha del año 2006, frente a la Puerta de la Ciudadela.

### Coordinadora de la Marcha por la Diversidad
En el año 2004 se creó la Coordinadora luego de muchos años de discusión y fue conformada por organizaciones sociales que tienen fines comunesː "la ampliación de los derechos en la sociedad, por un Estado laico y por una cultura que sea inclusiva y no discriminatoria por cuestiones étnicas, de clase o lo que sea”. En la proclama del año 2017, se explicaː
Entendemos que la Diversidad es una riqueza en sí misma que concentra todas las luchas que tenemos que dar para vivir en una sociedad más igualitaria. Por eso la Marcha por la Diversidad implica un elogio a la libertad, a las diferencias, a la multiplicidad, una visibilización festiva de una sociedad variada, distinta, siempre en clave de alegría y de respeto; es una invitación a la construcción de un mundo sin discriminaciones, sin jerarquías, sin injusticias: un mundo igualitario.
En el 2016, las organizaciones que integraron la Coordinadora fueronː Ovejas Negras, Mujeres en el horno, Mizangas, Proderechos, Unión Trans del Uruguay (UTRU), Área Académica Queer, FEUU, Secretaría-Departamento de Género del PIT-CNT, Red Uruguaya de Jóvenes y Adolescentes Positivos (RUJAP), Llamale H y Multimostro Colectivo.
En el 2017, se conformó con las siguientes agrupacionesː Ovejas Negras, Mizangas, Mujeres en el horno, Proderechos, Unión Trans del Uruguay (UTRU), FEUU, Departamento de Género del PIT-CNT, Red Uruguaya de Jóvenes y Adolescentes Positivos (RUJAP), Multimostro Colectivo, La Garganta Poderosa Uruguay, MásVIHdas, Departamento de jóvenes del PIT-CNT, Colectivo Catalejo, Cotidiano Mujer y Colectiva Disonante.
En el 2018, los colectivos que se agruparon en la Coordinadora fueronː Ovejas Negras, Mizangas, Mujeres en el horno, FEUU, Departamento de Género del PIT-CNT, Multimostro Colectivo, Encuentro de Feministas Diversas, MediaRed, GEDUCA, ATRU Asociación Trans del Uruguay, Consejo de la Nación Charrúa Uruguay, Celeste Deporte y Diversidad, ADASU Uruguay, MásVIHdas, Departamento de jóvenes del PIT-CNT, Colectivo Catalejo y Cotidiano Mujer.
En 2024 la Coordinadora de la Marcha por la Diversidad estuvo integrada por 15 organizaciones: Asociación de Asistentes Sociales del Uruguay; Celebro la Diversidad Santa Lucía; Colectivo Diverso de Las Piedras; Coro de Hombres Gay de Montevideo; Departamento de Jóvenes del PIT-CNT; Federación de Estudiantes Universitarios del Uruguay; Grupo Visión Nocturna; Migues Diverso; Organización de las Trabajadores Sexuales; Ovejas Negras; Secretaría de Género, Equidad y Diversidad Sexual del PIT-CNT; Servicio Paz y Justicia; Trans Boys Uruguay; Unión Trans-Disidente Maldonado/Montevideo; Uruguay Fetish.
| Localidad      | Departamento   | Desde |
| -------------- | -------------- | ----- |
| Bella Unión    | Artigas        | 2023  |
| Castillos      | Rocha          | 2022  |
| Colonia        | Colonia        | 2016  |
| Chuy           | Rocha          | 2023  |
| Durazno        | Durazno        | 2023  |
| Las Piedras    | Canelones      | 2015  |
| Melo           | Cerro Largo    | 2019  |
| Migues         | Canelones      | 2023  |
| Minas          | Lavalleja      | 2023  |
| Montevideo     | Montevideo     | 1993  |
| Pando          | Canelones      | 2023  |
| Paysandú       | Paysandú       | 2023  |
| Rivera         | Rivera         | 2017  |
| Rocha          | Rocha          | 2023  |
| San Carlos     | Maldonado      | 2021  |
| Santa Lucía    | Canelones      | 2023  |
| Salto          | Salto          | 2008  |
| Tacuarembó     | Tacuarembó     | 2023  |
| Treinta Y tres | Treinta y Tres | 2021  |
| Trinidad       | Flores         | 2023  |
| Young          | Río Negro      | 2023  |

### Mes de la Diversidad
En la Resolución N° 5377/08 del 2008 de la Intendencia de Montevideo, se declaró el mes de septiembre como el Mes de la Diversidad Sexual.
El Ministerio de Educación y Cultura (MEC), conjuntamente con otros ministerios, la Suprema Corte de Justicia, el Congreso de Intendentes, ANEP, CODICEN, UdelaR y organizaciones de la sociedad civil, integra el Consejo Nacional Coordinador de la Diversidad Sexual creado el 2 de diciembre de 2015 por el entonces Presidente de la República, y liderado por la Dirección Nacional de Promoción Sociocultural del MIDES (Ministerio de Desarrollo Social de Uruguay).

## Consignas

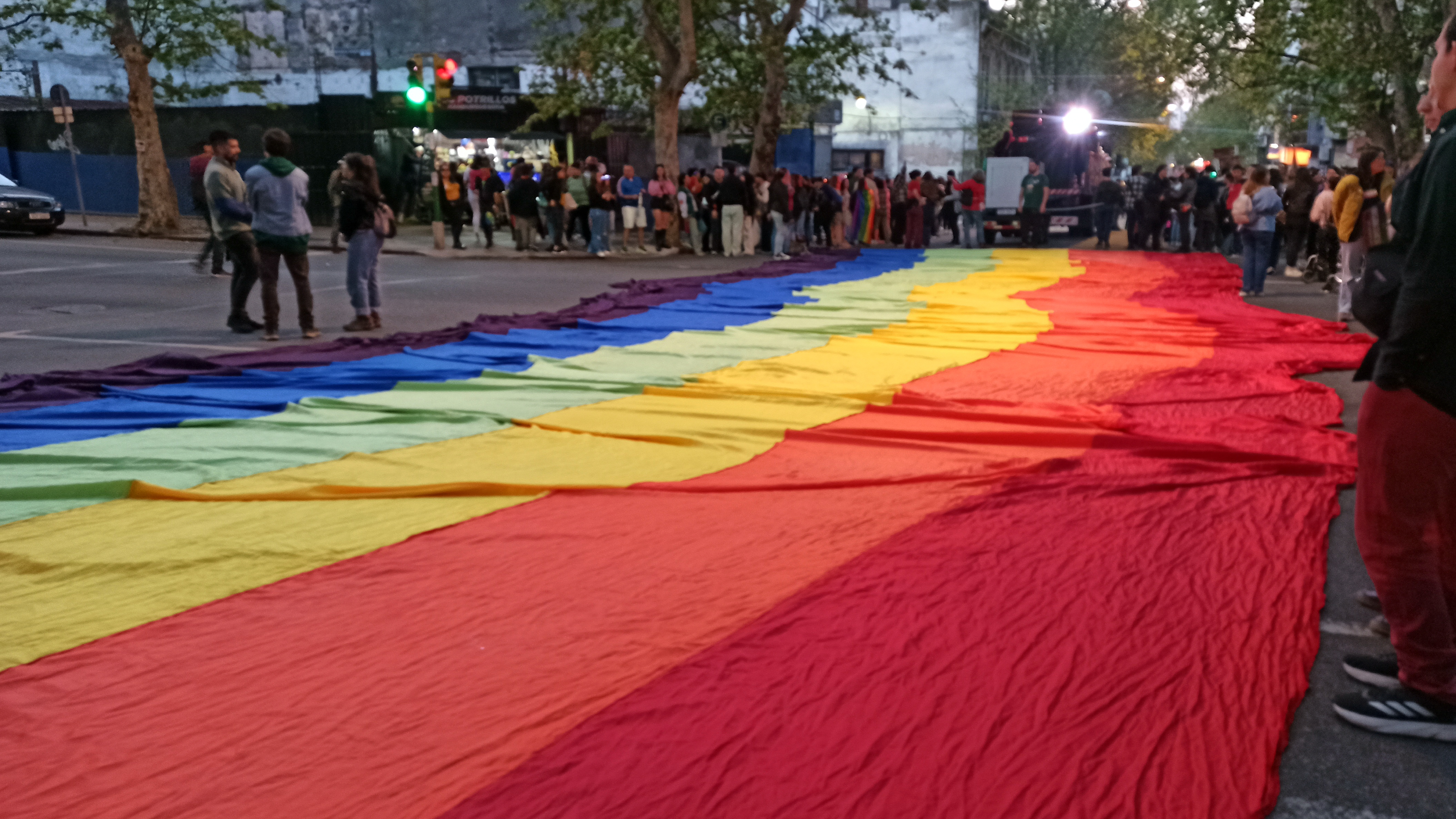
Tradicional bandera de la diversidad utilizada en las marchas. 27/9/2024

- Tradicional bandera de la diversidad utilizada en las marchas. 27/9/20242024, Hasta que los derechos sean hechos
- 2023, Basta de impunidad y saqueo de derechos
- 2022, Las calles son nuestras, el Estado tiene que dar respuestas
- 2021, Estado ausente, nuestra lucha presente. En esta edición la marcha lleva el nombre de Gloria Álvez Mariño en su homenaje.[20]
- 2020, Orgullo es luchar[21]
- 2019, Al closet nunca más
- 2018, ¡Ley Trans yaǃ
- 2017, Diversidad es lucha y resistencia. Por una ley integral para personas trans.
- 2016, ¡Discriminar también es violencia, que no te gane la indiferencia!
- 2015, ¡10 años de alegría y rebeldía, ahora eduquemos en diversidad!
- 2014, Ni un voto a la discriminación, los derechos no se bajan
- 2013, Si luchás, nada es imposible
- 2012, De las palabras a los hechos: libres e iguales en dignidad y derechos
- 2011, 200 años junt@s
- 2010, Los mismos deberes…los mismos derechos
- 2009, En cada beso, una revolución
- 2008, El amor no se cura
- 2007, Con la fuerza de la unidad, en la historia de la diversidad
- 2006, Porque sin diversidad no hay democracia